# Одрехівський Павло Васильович
Павло Васильович Одрехі́вський (5 липня 1899, Вілька — 31 березня 1973, Львів) — український майстер художнього різьблення по дереву. Батько майстрів Василя та Івана, дід Володимира й Романа Одрехівських.

## Творчість
Працював у галузі рельєфного різьблення на дереві, яким оздоблював декоративні тарілки, скриньки, палиці, попільнички, касетки тощо. Вироби декорував традиційним для лемківсиких різьбярів орнаментами — листям клена, каштана, винограду та плодами останнього.